# ドリュー・ロビンソン
ドリュー・エリオット・ロビンソン（Drew Elliott Robinson, 1992年4月20日 - ）は、 アメリカ合衆国ネバダ州ラスベガス出身の元プロ野球選手（ユーティリティプレイヤー）。右投左打。愛称はピーティー（Petey）。

## 経歴

### プロ入りとレンジャーズ時代
2010年のMLBドラフト4巡目（全体136位）でテキサス・レンジャーズから指名され、プロ入り。契約後、傘下のルーキー級アリゾナリーグ・レンジャーズでプロデビュー。44試合に出場して打率.286、11打点、6盗塁を記録した。
2011年はルーキー級アリゾナリーグ・レンジャーズとA-級スポケーン・インディアンスでプレーし、2球団合計で51試合に出場して打率.200、4本塁打、30打点、7盗塁を記録した。
2012年はA級ヒッコリー・クロウダッズでプレーし、123試合に出場して打率.273、13本塁打、67打点、10盗塁を記録した。
2013年はA+級マートルビーチ・ペリカンズでプレーし、122試合に出場して打率.257、8本塁打、70打点、10盗塁を記録した。
2014年はAA級フリスコ・ラフライダーズとAAA級ラウンドロック・エクスプレスでプレーし、2球団合計で104試合に出場して打率.198、12本塁打 、45打点、9盗塁を記録した。
2015年もAA級フリスコとAAA級ラウンドロックでプレーし、2球団合計で133試合に出場して打率.235、21本塁打、66打点、16盗塁を記録した。
2016年はAAA級ラウンドロックでプレーし、125試合に出場して打率.257、20本塁打、67打点、17盗塁を記録した。オフの11月に40人枠入りした。
2017年は開幕25人枠入りすると、4月5日のクリーブランド・インディアンス戦でメジャーデビュー。6月26日のニューヨーク・ヤンキース戦でマイケル・ピネダからメジャー初本塁打を放った。この年メジャーでは48試合に出場して打率.224、6本塁打、13打点を記録した。
2018年は47試合に出場して打率.183、3本塁打、9打点、2盗塁を記録した。

### カージナルス時代
2018年12月11日にパトリック・ウィズダムとのトレードで、セントルイス・カージナルスへ移籍した。
2019年8月28日にFAとなった。

### ジャイアンツ傘下時代
2019年10月10日にサンフランシスコ・ジャイアンツとマイナー契約を結んだ。
2020年4月16日にうつ病から拳銃自殺を試みたが失敗し、右目を失った。オフの11月2日にマイナー契約で再契約を結んだ。
2021年は傘下AAA級サクラメント・リバーキャッツで開幕を迎えた。7月16日に現役引退を発表した。

## 詳細情報

### 年度別打撃成績
| 年 度    | 球 団    | 試 合 | 打 席 | 打 数 | 得 点 | 安 打 | 二 塁 打 | 三 塁 打 | 本 塁 打 | 塁 打 | 打 点 | 盗 塁 | 盗 塁 死 | 犠 打 | 犠 飛 | 四 球 | 敬 遠 | 死 球 | 三 振 | 併 殺 打 | 打 率 | 出 塁 率 | 長 打 率 | O P S |
| -------- | -------- | ----- | ----- | ----- | ----- | ----- | -------- | -------- | -------- | ----- | ----- | ----- | -------- | ----- | ----- | ----- | ----- | ----- | ----- | -------- | ----- | -------- | -------- | ----- |
| 2017     | TEX      | 48    | 121   | 107   | 11    | 24    | 5        | 0        | 6        | 47    | 13    | 0     | 2        | 0     | 0     | 14    | 0     | 0     | 42    | 2        | .224  | .314     | .439     | .753  |
| 2018     | TEX      | 47    | 125   | 109   | 20    | 20    | 3        | 0        | 3        | 32    | 9     | 2     | 1        | 0     | 0     | 16    | 0     | 0     | 57    | 0        | .183  | .288     | .294     | .582  |
| 2019     | STL      | 5     | 7     | 7     | 1     | 1     | 0        | 0        | 0        | 1     | 0     | 0     | 0        | 0     | 0     | 0     | 0     | 0     | 3     | 0        | .143  | .143     | .143     | .286  |
| MLB：3年 | MLB：3年 | 100   | 253   | 223   | 32    | 45    | 8        | 0        | 9        | 80    | 22    | 2     | 3        | 0     | 0     | 30    | 0     | 0     | 102   | 2        | .202  | .296     | .359     | .655  |

### 背番号
- 18（2017年 - 2018年）
- 33（2019年）